# Brazilian Samba
Brazilian Samba är ett musikalbum utgivet 1969 av den svenska gruppen Gimmicks. 

## Spellista
1. The Joker
2. Walk On By
3. California My Way
4. Look of Love
5. Constant Rain
6. Boink
7. Bim Bom Bay
8. Going Out of My Head
9. Looka Around
10. Dance the Samba
11. You're My World
12. Roda

## Gruppmedlemmar
- Leif Carlquist
- Anita Strandell
- Maj-Britt Persson
- Josip "Pepe" Seidl
- Torsten Dannenberg
- Roger Palm

## Tekniska fakta
- Producent: Leif Carlquist
- Arrangemang: Leif Carlquist och Torsten Dannenberg
- Inspelad i Hilversum, Nederländerna, hösten 1969.

## Kuriosa
- En holländsk handelsresande i Sverige tipsade en producent i hemlandet om gruppen vilket resulterade i denna utgåva samt framträdanden i holländsk TV.
- LP:n återutgavs som CD i Japan under början av 2000-talet.